# Synucléinopathie

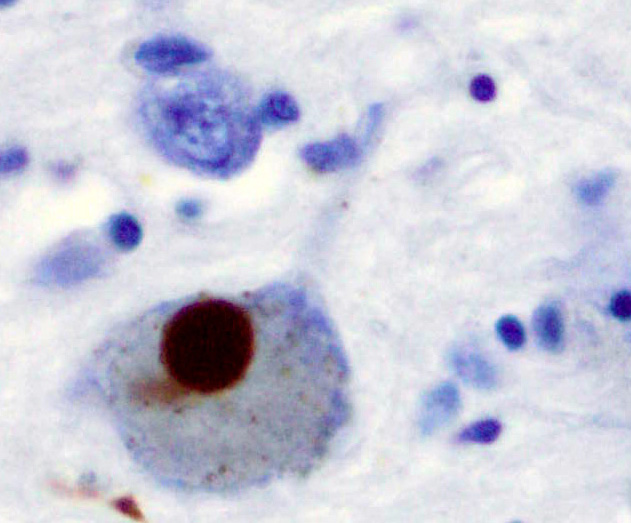
Marquage immunohistochimique d'un corps de Lewy intra-neuronal dans la substance grise chez un patient porteur d'une maladie de Parkinson.

Les synucléinopathies (également appelés α-synucléinopathies ou alpha-synucléinopathies) forment un groupe de maladies neurodégénératives caractérisées par l'accumulation anormale d'agrégats de protéine synucléine (en) dans les neurones, les fibres nerveuses ou les cellules gliales.
Il existe trois principaux types de synucléinopathies : la maladie de Parkinson, la démence à corps de Lewy et l'atrophie multisystématisée,. Elles présentent notamment comme points communs la survenue de troubles du comportements en sommeil paradoxal, une dysautonomie et un syndrome parkinsonien asymétrique.
Parmi les autres affections rares, les différentes dystrophies neuroaxonales sont aussi des pathologies de l'alpha-synucléine.